# Poujols
Poujols – miejscowość i gmina we Francji, w regionie Oksytania, w departamencie Hérault.
Według danych na rok 1990 gminę zamieszkiwało 127 osób, a gęstość zaludnienia wynosiła 44 osoby/km² (wśród 1545 gmin Langwedocji-Roussillon Poujols plasuje się na 776. miejscu pod względem liczby ludności, natomiast pod względem powierzchni na miejscu 1092.).